# Майкл Вінус
Майкл Вінус (англ. Michael Venus) — новозеландський тенісист, чемпіон Ролан-Гарросу у парній грі. 
Вінус народився в Новій Зеландії, але його родина переїхала до США. До 2010 року він представляв Сполучені Штати, але з 2019 року вирішив грати в Кубку Девіса за країну свого народження. 
В 2017 році Вінус виграв Відкритий чемпіонат Португалії (Estoril Open) та Відкритий чемпіонат Франції в парі з американцем Раяном Гаррісоном. Того ж року він грав у фіналі Відкритого чемпіонату США в змішаному розряді з тайванкою Чжань Хаоцін, але їхня пара поступилася Мартіні Хінгіс та Джеймі Маррі. Разом з Гаррісоном Вінус пробився на Чемпіонат ATP, де добрався до півфіналу, вигравши всі матчі у групі.

## Значні фінали

### Фінали турнірів Великого шолома

#### Парний розряд: 2 (1-1)
| Результат | Рік  | Турнір      | Поверхня | Партнер       | Супротивники                 | Рахунок                      |
| --------- | ---- | ----------- | -------- | ------------- | ---------------------------- | ---------------------------- |
| Перемога  | 2017 | French Open | Ґрунт    | Раян Гаррісон | Сантьяго Гонсалес Доналд Янг | 7–6(7–5), 6–7(4–7), 6–3      |
| Поразка   | 2018 | Wimbledon   | Трава    | Равен Класен  | Майк Браян Джек Сок          | 3–6, 7–6(9–7), 3–6, 7–5, 5–7 |

#### Мікст: 3 (0-3)
| Результат | Рік  | Турнір       | Покриття | Партнер          | Опоненти                         | Рахунок          |
| --------- | ---- | ------------ | -------- | ---------------- | -------------------------------- | ---------------- |
| Поразка   | 2017 | US Open      | Тверде   | Чжань Хаоцін     | Мартіна Хінгіс Джеймі Маррей     | 1–6, 6–4, [8–10] |
| Поразка   | 2019 | US Open      | Тверде   | Чжань Хаоцін     | Бетані Маттек-Сендс Джеймі Маррі | 2–6, 3–6         |
| Поразка   | 2023 | Ролан Гаррос | Ґрунт    | Б'янка Андреєску | Като Мію Тім Пютц                | 6–4, 4–6, [6–10] |

## Фінали турнірів ATP

### Парний розряд: 49 (25 титулів, 24 поразки)
| Легенда                       |
| ----------------------------- |
| Турніри Великого шолома (1–1) |
| ATP Фінали (0–1)              |
| ATP Masters 1000 (1–4)        |
| ATP 500 (7–7)                 |
| ATP 250 (16–11)               |

| Фінали за покриттям |
| ------------------- |
| Тверде (13–15)      |
| Ґрунт (8–4)         |
| Трава (4–5)         |

| Фінали за умовами |
| ----------------- |
| Під небом (17–18) |
| У залі (8–6)      |

| Результат | В-П   | Дата     | Турнір                                         | Tier         | Покриття   | Партнер              | Опоненти                             | Рахунок                      |
| --------- | ----- | -------- | ---------------------------------------------- | ------------ | ---------- | -------------------- | ------------------------------------ | ---------------------------- |
| Перемога  | 1–0   | Тра 2015 | Open de Nice Côte d'Azur, Франція              | 250 Series   | Ґрунт      | Мате Павич           | Жан-Жульєн Роєр Горія Текеу          | 7–6(7–4), 2–6, [10–7]        |
| Поразка   | 1–1   | Лип 2015 | Colombia Open, Колумбія                        | 250 Series   | Тверде     | Мате Павич           | Едуар Роже-Васслен Радек Штепанек    | 5–7, 3–6                     |
| Поразка   | 1–2   | Жов 2015 | Stockholm Open, Швеція                         | 250 Series   | Тверде (i) | Мате Павич           | Ніколас Монро Джек Сок               | 5–7, 2–6                     |
| Перемога  | 2–2   | Січ 2016 | ATP Auckland Open, Нова Зеландія               | 250 Series   | Тверде     | Мате Павич           | Ерік Буторак Скотт Ліпскі            | 7–5, 6–4                     |
| Перемога  | 3–2   | Лют 2016 | Open Sud de France                             | 250 Series   | Тверде (i) | Мате Павич           | Александр Зверєв Міша Зверєв         | 7–5, 7–6(7–4)                |
| Перемога  | 4–2   | Лют 2016 | Open 13, Франція                               | 250 Series   | Тверде (i) | Мате Павич           | Джонатан Ерліх Колін Флемінг         | 6–2, 6–3                     |
| Поразка   | 4–3   | Тра 2016 | Open de Nice Côte d'Azur, Франція              | 250 Series   | Ґрунт      | Мате Павич           | Хуан Себастьян Кабаль Роберт Фара    | 6–4, 4–6, [8–10]             |
| Перемога  | 5–3   | Чер 2016 | Rosmalen Grass Court Championships, Нідерланди | 250 Series   | Трава      | Мате Павич           | Домінік Інглот Равен Класен          | 3–6, 6–3, [11–9]             |
| Поразка   | 5–4   | Лип 2016 | Swiss Open Gstaad, Швейцарія                   | 250 Series   | Ґрунт      | Мате Павич           | Хуліо Перальта Орасіо Себальйос      | 6–7(2–7), 2–6                |
| Поразка   | 5–5   | Вер 2016 | Moselle Open, Франція                          | 250 Series   | Тверде     | Мате Павич           | Хуліо Перальта Орасіо Себальйос      | 3–6, 6–7(4–7)                |
| Поразка   | 5–6   | Жов 2016 | Stockholm Open, Швеція                         | 250 Series   | Тверде (i) | Мате Павич           | Еліяс Імер Мікаель Імер              | 1–6, 1–6                     |
| Поразка   | 5–7   | Жов 2016 | Swiss Indoors, Швейцарія                       | 500 Series   | Тверде (i) | Роберт Ліндстедт     | Марсель Гранольєрс Джек Сок          | 3–6, 4–6                     |
| Перемога  | 6–7   | Тра 2017 | Estoril Open, Португалія                       | 250 Series   | Ґрунт      | Раян Гаррісон        | Давід Марреро Томмі Робредо          | 7–5, 6–2                     |
| Перемога  | 7–7   | Чер 2017 | Відкритий чемпіонат Франції з тенісу           | Grand Slam   | Ґрунт      | Раян Гаррісон        | Сантьяго Гонсалес Доналд Янг         | 7–6(7–5), 6–7(4–7), 6–3      |
| Перемога  | 8–7   | Лют 2018 | Open 13, Франція (2)                           | 250 Series   | Тверде (i) | Равен Класен         | Маркус Даніелл Домінік Інглот        | 6–7(2–7), 6–3, [10–4]        |
| Поразка   | 8–8   | Чер 2018 | Rosmalen Championships, Нідерланди             | 250 Series   | Трава      | Равен Класен         | Домінік Інглот Франко Шкугор         | 6–7(3–7), 5–7                |
| Поразка   | 8–9   | Лип 2018 | Вімблдонський турнір, Велика Британія          | Grand Slam   | Трава      | Равен Класен         | Майк Браян Джек Сок                  | 3–6, 7–6(9–7), 3–6, 7–5, 5–7 |
| Поразка   | 8–10  | Сер 2018 | Мастерс Канада                                 | Masters 1000 | Тверде     | Равен Класен         | Генрі Контінен Джон Пірс (тенісист)  | 2–6, 7–6(9–7), [6–10]        |
| Поразка   | 8–11  | Жов 2018 | Japan Open                                     | 500 Series   | Тверде (i) | Равен Класен         | Бен Маклахлан Ян-Леннард Штруфф      | 4–6, 5–7                     |
| Поразка   | 8–12  | Січ 2019 | Auckland Open, Нова Зеландія                   | 250 Series   | Тверде     | Равен Класен         | Бен Маклахлан Ян-Леннард Штруфф      | 3–6, 4–6                     |
| Поразка   | 8–13  | Тра 2019 | Мастерс Рим                                    | Masters 1000 | Ґрунт      | Равен Класен         | Хуан Себастьян Кабаль Robert Farah   | 1–6, 3–6                     |
| Перемога  | 9–13  | Чер 2019 | Halle Open, Німеччина                          | 500 Series   | Трава      | Равен Класен         | Лукаш Кубот Марсело Мело             | 4–6, 6–3, [10–4]             |
| Перемога  | 10–13 | Сер 2019 | Washington Open, США                           | 500 Series   | Тверде     | Равен Класен         | Жан-Жульєн Роєр Горія Текеу          | 3–6, 6–3, [10–2]             |
| Поразка   | 10–14 | Лис 2019 | Фінал ATP, Велика Британія                     | ATP Фінали   | Тверде (i) | Равен Класен         | П'єр-Юг Ербер Ніколя Маю             | 3–6, 4–6                     |
| Перемога  | 11–14 | Лют 2020 | Dubai Tennis Championships, ОАЕ                | 500 Series   | Тверде     | Джон Пірс (тенісист) | Равен Класен Олівер Марах            | 6–3, 6–2                     |
| Перемога  | 12–14 | Вер 2020 | Hamburg European Open, Німеччина               | 500 Series   | Ґрунт      | Джон Пірс (тенісист) | Іван Додіг Мате Павич                | 6–3, 6–4                     |
| Перемога  | 13–14 | Жов 2020 | European Open, Бельгія                         | 250 Series   | Тверде (i) | Джон Пірс (тенісист) | Роган Бопанна Матве Мідделкоп        | 6–3, 6–4                     |
| Перемога  | 14–14 | Тра 2021 | Geneva Open, Швейцарія                         | 250 Series   | Ґрунт      | Джон Пірс (тенісист) | Сімоне Болеллі Максімо Гонсалес      | 6–2, 7–5                     |
| Перемога  | 15–14 | Лип 2021 | Hamburg European Open, Німеччина (2)           | 500 Series   | Ґрунт      | Тім Пюц              | Кевін Кравіц Горія Текеу             | 6–3, 6–7(3–7), [10–8]        |
| Поразка   | 15–15 | Лип 2021 | Washington Open, США                           | 500 Series   | Тверде     | Ніл Скупскі          | Равен Класен Бен Маклахлан           | 6–7(4–7), 4–6                |
| Перемога  | 16–15 | Лис 2021 | Мастерс Париж, Франція                         | Masters 1000 | Тверде (i) | Тім Пютц             | П'єр-Юг Ербер Ніколя Маю             | 6–3, 6–7(4–7), [11–9]        |
| Перемога  | 17–15 | Лют 2022 | Dubai Championships, ОАЕ (2)                   | 500 Series   | Тверде     | Тім Пютц             | Нікола Мектич Мате Павич             | 6–3, 6–7(5–7), [16–14]       |
| Поразка   | 17–16 | Чер 2022 | Stuttgart Open, Німеччина                      | 250 Series   | Трава      | Тім Пютц             | Губерт Гуркач Мате Павич             | 6–7(3–7), 6–7(5–7)           |
| Поразка   | 17–17 | Чер 2022 | Halle Open, Німеччина                          | 500 Series   | Трава      | Тім Пютц             | Марсель Гранольєрс Орасіо Себальйос  | 4–6(3–7), 7–6(7–5), [12–14]  |
| Поразка   | 17–18 | Лип 2022 | Austrian Open Kitzbühel, Австрія               | 250 Series   | Ґрунт      | Тім Пютц             | Педро Мартінес Лоренцо Сонего        | 7–5, 4–6, [8–10]             |
| Поразка   | 17–19 | Сер 2022 | Мастерс Цинциннаті, США                        | Masters 1000 | Тверде     | Тім Пютц             | Ражів Рам Джо Солсбері               | 6–7(4–7), 6–7(5–7)           |
| Поразка   | 17–20 | Січ 2023 | Adelaide International, Австралія              | 250 Series   | Тверде     | Джеймі Маррей        | Ллойд Ґласспул Гаррі Геліоваара      | 3–6, 6–7(3–7)                |
| Перемога  | 18–20 | Лют 2023 | Dallas Open, США                               | 250 Series   | Тверде (i) | Джеймі Маррі         | Натаніел Ламмонс Джексон Вітроу      | 1–6, 7–6(7–4), [10–7]        |
| Перемога  | 19–20 | Кві 2023 | Banja Luka Open, Боснія і Герцеговина          | 250 Series   | Ґрунт      | Джеймі Маррі         | Франсіску Кабрал Олександр Недовєсов | 7–5, 6–2                     |
| Перемога  | 20–20 | Тра 2023 | Geneva Open, Швейцарія (2)                     | 250 Series   | Ґрунт      | Джеймі Маррі         | Марсель Гранольєрс Орасіо Себальйос  | 7–6(8–6), 7–6(7–3)           |
| Поразка   | 20–21 | Сер 2023 | Cincinnati Masters, США                        | Masters 1000 | Тверде     | Джеймі Маррі         | Максімо Гонсалес Андрес Мольтені     | 6–3, 1–6, [9–11]             |
| Перемога  | 21–21 | Вер 2023 | Zhuhai Championships, КНР                      | 250 Series   | Тверде     | Джеймі Маррі         | Натаніел Ламмонс Джексон Вітроу      | 6–4, 6–4                     |
| Поразка   | 21–22 | Жов 2023 | Японія Open                                    | 500 Series   | Тверде     | Джеймі Маррі         | Рінкі Хіджіката Макс Перселл         | 4–6, 1–6                     |
| Перемога  | 22–22 | Лют 2024 | Qatar ExxonMobil Open, Катар                   | 250 Series   | Тверде     | Джеймі Маррі         | Лоренцо Музетті Lorenzo Sonego       | 7–6(7–0), 2–6, [10–8]        |
| Перемога  | 23–22 | Чер 2024 | Queen's Club Championships, Велика Британія    | 500 Series   | Трава      | Ніл Скупскі          | Тейлор Фріц Карен Хачанов            | 4–6, 7–6(7–5), [10–8]        |
| Перемога  | 24–22 | Чер 2024 | Eastbourne International, Велика Британія      | 250 Series   | Трава      | Ніл Скупскі          | Меттью Ебден Джон Пірс (тенісист)    | 4–6, 7–6(7–2), [11–9]        |
| Поразка   | 24–23 | Жов 2024 | Vienna Open, Австрія                           | 500 Series   | Тверде (i) | Ніл Скупскі          | Александер Ерлер Лукас Мідлер        | 6–4, 3–6, [1–10]             |
| Перемога  | 25–23 | Січ 2025 | Auckland Open, Нова Зеландія (2)               | 250 Series   | Тверде     | Нікола Мектич        | Крістіан Гаррісон Ражів Рам          | Walkover                     |
| Поразка   | 25–24 | Чер 2025 | Queen's Club Championships, Велика Британія    | ATP 500      | Трава      | Нікола Мектич        | Джуліан Кеш Ллойд Ґласспул           | 6–3, 6–7(5–7), [10–6]        |

## Зовнішні посилання
- Досьє на сайті Асоціації тенісистів-професіоналів [Архівовано 12 грудня 2019 у Wayback Machine.]

## Виноски
1. ↑  Association of Tennis Professionals website